# 徐寿
徐 寿（じょ じゅ、Xu Shou、1818年2月26日 - 1884年9月24日）、字は「生元」、号は「雪村」。清末の化学者・技術者。

## 経歴
1818年、江蘇省無錫生まれ。幼くして父を亡くし、儒学と八股詩文を学んだ。しかし、清末に科挙合格をあきらめ、博物学を学んだ。1853年、同郷の数学者・華蘅芳と共に上海に出て、墨海書館で数学者の李善蘭らと知り合う。墨海書館では、徐寿は西洋近代物理学、植物学、鉱物学などの書籍の翻訳を行っていた。
1961年、中国最初の近代兵器工廠・安慶内軍機械所の技術員となり、中国で初めての蒸気機関の設計と製造にかかわり(1862年7月完成)、蒸気船を建造した。1866年、江南機器製造総局の主任襄弁(副技術総責任者)となった。在任期間中には、息子の徐建寅を含む技術者とともに、中国最初の蒸気軍艦「恬吉」などを建造した。江南機器製造総局が翻訳館を創設して西洋の科学技術関係書籍の翻訳を開始すると、その翻訳活動にも参与した。主な訳書には『化学鑑原』（1871年刊）、『化学考質』（1883年刊）、『西芸知新』、『化学求数』（1883年刊）、『法律医学』などがある。
1874年、上海で宣教師のジョン・フライヤー（傅蘭雅）とともに中国で初めての近代科学技術を教える学校である格致書院を創設。また同時に中国初の科学雑誌『格致彙編』を発刊した。1884年、上海の格致書院で死去した。墓は、現在の無錫梅園公墓にある。

## 家族・親族
- 長男：徐大呂
- 次男：徐建寅も科学者。
- 三男：徐華封も科学者。
- 孫娘：徐萱は、居正の次男・居浩然に嫁いだ。